# پن (اسطوره)
در اسطوره‌های یونان، پَن (به یونانی: Πάν) یا آن طور که در برخی متون فارسی گفته شده پان، خدای چوپانان، گله‌ها و حیات وحش طبیعت کوه‌ها و همدم نیمفها به شمار می‌رفت، که در آرکادیای یونان قدیم، بسیار محبوبیت داشت.
پن اوقات خود را به شادی و رقص و آواز می‌گذراند. نی را از ابداعات او می‌دانند که به یاد عشقش سورینکس می‌نواخته است. پن در اساطیر روم با فائنوس مطابق است. شکل ظاهری پن به مانند مردی دارای شاخ، پاها و دمی شبیه به بز، انبوهی از ریش، بینی پهن و کوتاه و گوش‌هایی نوک تیز به تصویر کشیده شده‌است. او اغلب در کنار ایزدان روستایی یکی از همراهان دیونیسوس به شمار می‌رفت. او به شکل بزی در جنگل‌ها و کوه‌ها، حوری‌ها را دنبال می‌کرد. در جنگ بزرگ میان خدایان و تایتان‌ها، زمانی که تایتان‌ها در حال پیروز شدن بودند، پن فریاد جنگی سر داد که باعث ایجاد ترس در تایتان‌ها شد و عده‌ای از آن‌ها را فراری داد، به همین دلیل است که کلمه‌ی پنیک (به انگلیسی: Panic) به معنی ترس، ریشه از نام او دارد. او همچنین ایزدِ باروری، شهوت، تمایلات نفسانی و نیروی تولیدی نرینه است. پن مورد پسند دیگر ایزدان یونانی نبود.
نویسنده و ویرایشگر بریتانیایی مارک بیک در سال ۲۰۱۵ گلچینی به نام حدیث نفسی برای پن منتشر کرد که حاوی اشعار، مقالات و نقاشی هایی است که توسط نویسندگان و نقاشان مطرح، پیرامون پن خلق شده است.